# Lucien Harmegnies
Pour les articles homonymes, voir Lucien et Harmegnies.
 (mai 2019).
Lucien Harmegnies est un homme politique belge, membre du Parti socialiste, né à Flawinne le 12 février 1916, mort à Saint-Nicolas-la-Chapelle (Savoie, France), le 18 février 1994.

## Biographie
Lucien Harmegnies est issu d’une famille socialiste, fils d'un enseignant qui fut député socialiste de Namur. Il est formé à l’école communale du Centre, puis à l’Athénée de Namur où il a Fernand Danhaive comme professeur d’histoire, il est ensuite inscrit comme élève libre à l’Université libre de Bruxelles. Il est engagé très jeune en qualité de rédacteur au Journal de Charleroi (tendance socialiste) dirigé par les frères Marius et Marcel Bufquin des Essarts,, dont il devient rapidement leur associé sous le pseudonyme de Vendémiaire.
Résistant armé dans la presse clandestine (Front de l'Indépendance) pendant l'occupation, il s'engage dans l'action politique à la libération et devient président national des Jeunes gardes socialistes, une formation incarnant alors l'aile gauche du Parti socialiste belge. Un temps secrétaire national de l'Union professionnelle de la presse belge, il poursuit ensuite une carrière politique honorable, assumant des mandats de bourgmestre, de député et de ministre.
Fervent défenseur d'un fédéralisme de concorde et l'un des principaux animateurs du Mouvement populaire wallon, il reprend la plume dans les colonnes de La Wallonie, dans une longue joute éditoriale l'opposant au président du Parti socialiste belge, Léo Collard.
Plongé dans le désastre humain de la catastrophe minière du Bois du Cazier à Marcinelle et profondément affecté par la condition des travailleurs de la mine et de la sidérurgie, dont de nombreuses familles originaires de Flandre et d'Italie, il conçoit un projet social leur ouvrant d'autres horizons. Ainsi naît dans la petite commune savoyarde de Saint-Nicolas-la-Chapelle le centre social de « Marcinelle-en-Montagne », composé de quatre chalets destinés principalement à l'accueil des classes de neige de l'enseignement primaire, tous réseaux confondus.
En 1961, il est l'un des rares mandataires PSB de Charleroi à soutenir André Renard et à adhérer au Mouvement populaire wallon.
En tant que ministre de l’intérieur, il est à l'origine des lois favorisant le remembrement du territoire en 1971, projet qui aboutit à la fusion des communes de 1976 (une réforme dont on parlait déjà avant la Seconde Guerre mondiale).
Au Parlement européen, Lucien Harmegnies remplace Ernest Glinne pour la durée du mandat ministériel de celui-ci mais c'est principalement dans le cadre du Congrès des pouvoirs locaux et régionaux du Conseil de l'Europe qu'il trouvera à s'exprimer. Il est considéré comme le principal artisan de la Charte européenne de l'autonomie locale.

## Carrière politique

### Niveau local
- Conseiller communal de Marcinelle du 31 juillet 1952 au 6 janvier 1953.
- Premier Échevin de Marcinelle, chargé de l'Instruction Publique à partir du 6 janvier 1953.
- Bourgmestre de Marcinelle à partir du 2 janvier 1959.
- Premier bourgmestre du "Grand Charleroi" de 1977 à 1983.

### Niveau national
- Député à la Chambre des Représentants de 1958 à 1978.
- Ministre de l’Intérieur sous le gouvernement Gaston Eyskens IV du 17 juin 1968 au 21 janvier 1972.
- Secrétaire d’État adjoint au Ministre des Affaires Étrangères, chargé de la coopération au développement sous le gouvernement Gaston Eyskens V du 21 janvier 1972 au 23 novembre 1972.

### Niveau international
- Membre de l'assemblée parlementaire des Communautés européennes de 1973 à 1974 (le futur Parlement européen).